# 墨西哥城辖区

墨西哥城在墨西哥的位置

墨西哥城的行政区

墨西哥城辖区（直译：划界领土），是墨西哥首都及联邦实体墨西哥城下分的行政区划单位，墨西哥城共划分为16个辖区。
墨西哥城是墨西哥的32个联邦实体之一，其他31个是州。直到2016年2月5日，该城才由联邦区正式改名为墨西哥城。 根据2020年墨西哥人口普查，它是人口第二多的实体，拥有9,209,944名居民和最小的土地面积，跨越1,494.3平方（577.0平方英里）。 
尽管墨西哥城的名称包含“城”，但它不是作为一个城市而是作为一个由多个细分组成的单元来管理的地区。自2016年实施的政治改革以来，它不再被指定为联邦区，而是成为一个城市、墨西哥联邦的成员实体、联邦权力所在地和墨西哥首都。 
墨西哥城并没有像其它州那样下分为数个市镇（Municipio），而是分为16个辖区（Borough），在西班牙语中被正式指定为划界领土（Demarcaciones territoriales）。这些行政区由区长领导，保留了与前代表团相同的领土和名称，同时扩大了地方政府的权力。行政区被视为统计数据收集和跨国比较的第三级细分。墨西哥城的传统中心包括四个行政区：贝尼托华雷斯区（Benito Juárez）、夸乌特莫克区（Cuauhtémoc）、米格尔·伊达尔戈（Miguel Hidalgo）和贝努斯蒂亚诺·卡兰萨（Venustiano Carranza）。